# トンガ人力士廃業騒動
トンガ人力士廃業騒動（トンガじんりきしはいぎょうそうどう）は、1976年10月14日に大相撲の朝日山部屋所属のトンガ人力士が当時の師匠（元小結・若二瀬）と先代師匠（元幕内・二瀬山）の未亡人との間の確執に巻き込まれて廃業に追い込まれた騒動であり、角界関係者の間では通称「トンガ騒動」と呼ばれている。

## 概要
1975年10月14日に16代朝日山（元幕内・二瀬山）が死去すると、元小結・若二瀬の北陣が17代朝日山を襲名して暫定的に部屋を継いだ。ここで元幕内・琉王（当時、幕下に陥落していた）を後継に指名していた16代未亡人と17代朝日山の若二瀬の間に確執が起こり、16代夫妻の意思を優先するトンガ力士6名（椰子ノ島、南ノ島、福ノ島、日ノ出島、幸ノ島、友ノ島）は17代朝日山には従えないと主張し、そのまま1976年10月13日に廃業となってしまった。
当初は後援会も国際問題に発展することを恐れて16代未亡人側に協力していたが、当時独立して部屋持ちとなっていた大鳴戸（元関脇・高鐵山）が実業団の英才・板井圭介の勧誘を仄めかすと一転して17代の方へ後援会は擦り寄り、16代未亡人側は後継争いに敗北した。これは板井がどれほどまでに朝日山部屋関係者から実力や才能を評価されていたかを物語るエピソードであり、当時の朝日山部屋後援会は「板井と引き換えにトンガとぶつかり合ってもかまわない」と語っていたともされている。また、当時既に独立していた大鳴戸が板井を自身の部屋にではなく朝日山部屋へ迎えようとして見せた背景には、部屋付き時代にトンガ人力士達の扱いに困っていた（詳細は後述）ことによる私怨ではないかとする説もあり、朝日山部屋関係者は板井と入れ替えにトンガ人力士が廃業に追い込まれる筋書きを描いていたという。
結局、協会幹部が実業団相撲のレベルに対して低評価を下していたことが朝日山部屋関係者の耳に入ったことで板井の朝日山部屋入門は自然消滅し、板井はその2年後、最終的に大鳴戸部屋の力士として初土俵を踏むに至った。
当時は外国人力士が珍しかったため6名は入門の時から注目され、廃業の際も騒ぎとなった。国会でも10月15日の衆議院文教委員会において三塚博が取り上げ、19日の文教委員会には参考人として日本相撲協会監事の伊勢ノ海（元幕内・柏戸秀剛）が出席して質疑がおこなわれている。福ノ島（後のキング・ハク）と椰子ノ島は入門から2年で幕下まで昇進するなど才能の片鱗を既に見せており、廃業が惜しまれたという。これが国際問題に発展するのではないかと危惧もされたが、協会が伊勢ノ海らをトンガに派遣し、事情を説明したところ国王も納得したと言われている。

## トンガ人力士に対する評価
問題のトンガ人力士に対する評価は両極端に分かれていた。16代朝日山未亡人は「この6人を本気で関取に育てるつもり。」と考えていたようであり、16代直弟子の若二瀬ではなく15代からの弟子である琉王を後継指名したのは同じ外国出身者（当時日本返還前の沖縄出身者として初土俵を踏んだ）としてトンガ人力士達の抱える苦労を理解できるからという理由によるものであった上、最終的には「トンガ人力士のみの部屋」として独立する構想まで持っていたとされる。現に福ノ島と椰子ノ島は十両目前まで昇進している。これに対し、大鳴戸は後に自身の著書『八百長』で「後援会がトンガの油田発掘利権を得る条件として駆り出されただけ。」と資質があるなし以前の問題として切り捨てており、「日本語も通じず寒さに弱くちゃんこに慣れようともしない上、日曜に安息日を必要とする。」と力士として不適格であると証言していたが、安息日は彼らの宗教上必要なものであり、不必要な侮辱である。